# عصب فوق الحجاج
عصب فوق الحجاج (بالإنجليزية: Supraorbital nerve)‏ هو فرع نهائي للعصب الجبهي.